# No Reason
No Reason è un singolo dei Sum 41, il quarto e ultimo estratto dal loro terzo album in studio Chuck, pubblicato nel febbraio 2005 solo negli Stati Uniti d'America e in Europa, in contemporanea con l'altro singolo No Reason, pubblicato solo in Canada e Giappone.

## Descrizione
La canzone contiene, come We're All to Blame, molte più tematiche politiche e sociali rispetto alle altre canzoni del gruppo. Riguarda le persone che continuano a fare azioni sbagliate anche se sono coscienti di non fare cose corrette.
La canzone fu la prima ad essere stata scritta per Chuck e ha forti sonorità hardcore e heavy metal. Alcune parti del bridge sono presenti nella traccia bonus di Chuck Subject to Change, della quale sono state riutilizzate anche altre parti per il singolo del 2007 Underclass Hero.
La canzone è la traccia principale della colonna sonora del film Dirty Love - Tutti pazzi per Jenny; prima del film la band pubblicò un video non ufficiale del singolo per promuovere la pellicola. È presente inoltre nella colonna sonora dei videogiochi NFL Street 2 e Full Auto 2 Battlelines.

## Formazione
- Deryck Whibley - voce, chitarra ritmica
- Dave Baksh - chitarra solista, voce secondaria
- Jason McCaslin - basso, voce secondaria
- Steve Jocz - batteria